# Biorda
Die Biorda (frankoprovenzalischer Name, früher auch Biordaz geschrieben; französisch La Biorde) ist ein gut neun Kilometer langer linker Nebenfluss der Broye in den Schweizer Kantonen Freiburg und Waadt. Sie entwässert einen Abschnitt des Waadtländer Mittellandes und gehört zum Einzugsbereich des Rheins.

## Name
Der Gewässername La Biordaz oder in neuerer Schreibweise La Biorda (frp.) bzw. La Biorde (frz.) ist in historischen Quellen seit dem 12. Jahrhundert erwähnt, 1155 in der Form Biorda, 1164 Biurda geschrieben, 1279 Byorda usw. Der Schweizer Romanist Paul Aebischer vermutete als etymologischen Ursprung des Namens eine gallische Form Bitureda.

## Geographie

### Verlauf
Die Biorda ist das am weitesten im Süden des Flussgebiets der Broye liegende Fliessgewässer und, bezogen auf das Gebiet des Schweizer Mittellands, der südlichste Quellfluss im Flussgebiet der Aare. Ihre Quelle befindet sich auf 750 m ü. M. im südlichen Abschnitt der Freiburger Gemeinde Attalens nahe an der Kantonsgrenze zwischen Freiburg und dem Kanton Waadt. Ältere Landeskarten verzeichneten noch einen weiter südöstlich gelegenen Quellbach, der in der waadtländischen Gemeinde Corsier-sur-Vevey entsprang und seit dem Betrieb eines Kieswerks am Ende des 20. Jahrhunderts nicht mehr vorhanden ist. Das hügelige Quellgebiet im Tal zwischen den Bergen Mont Vuarat und Mont Pèlerin ist von Moränen des eiszeitlichen Walliser Gletschers geprägt und liegt zur Hälfte in der Gemeinde Jongny im Kanton Waadt. Es ist auf der Südseite begrenzt durch die kontinentale Wasserscheide zwischen den Flussgebieten des Rheins und der Rhone, die vom Mont Vuarat zum Mont Pèlerin verläuft. Das Gebiet von Jongny wird teilweise gegen Süden zum Genfersee entwässert, dessen Ufer nur 3,5 Kilometer von der Biordaquelle entfernt ist.
Die Biorda fliesst jedoch, nachdem sie kurz unterhalb der Quelle die Hauptstrasse 193 unterquert und fast einen Kilometer weit die Kantonsgrenze markiert hat, gegen Norden durch das breite Tal von Attalens, Granges und Bossonnens und nimmt dabei von links zahlreiche Nebenbäche von der mehrheitlich bewaldeten Ostflanke des Mont Pèlerin auf, vor allem den Ruisseau des Barussels. 

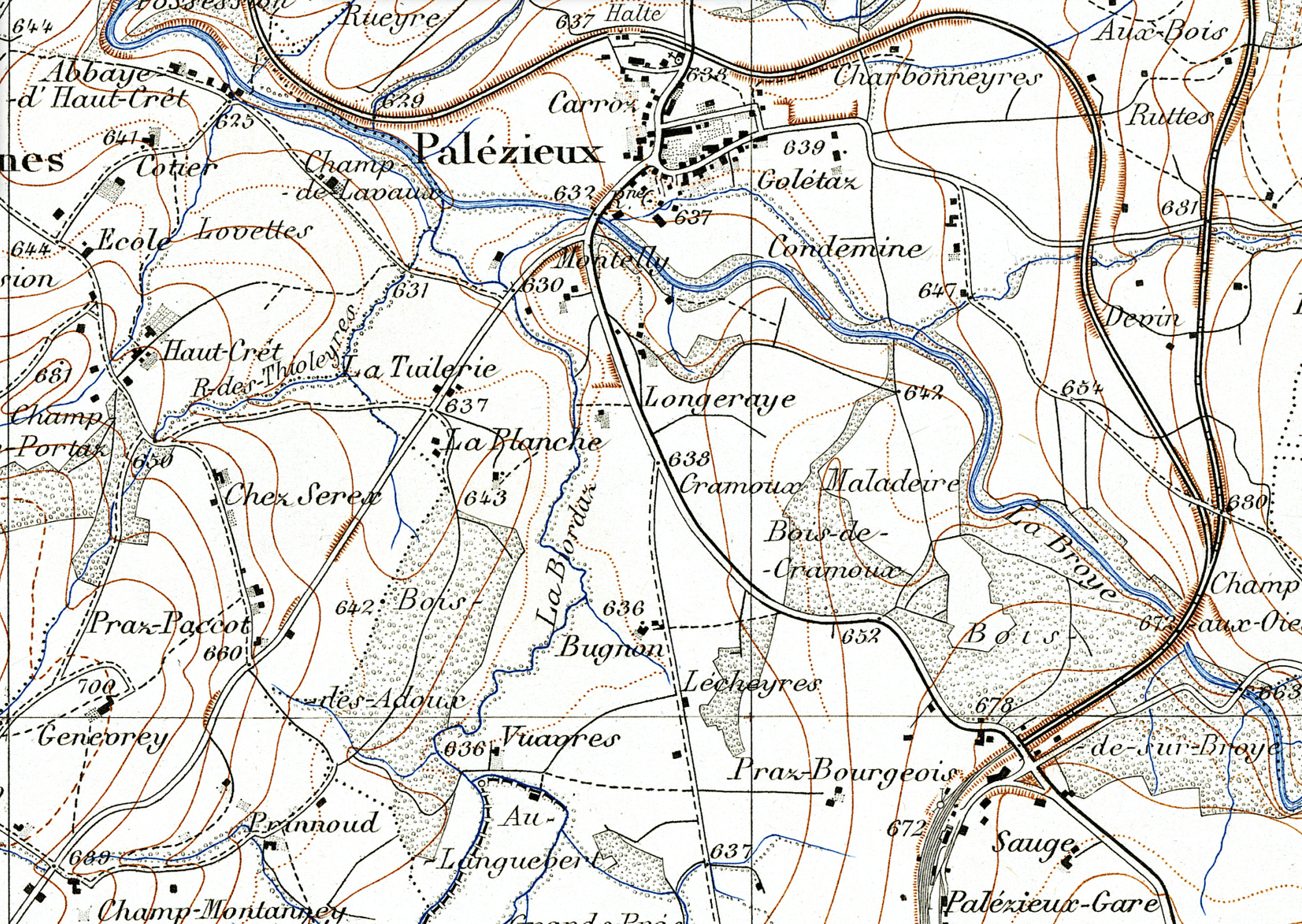
Mündung des Biordaz von Süden in die Broye, mit der Ortschaft Palézieux, dem Bahnhof Palézieux-Gare (rechts unten) und dem Standort des ehemaligen Klosters Abbaye-d’Haut-Crêt (links oben). Topographischer Atlas der Schweiz, um 1910.

Im flachen Talboden lagen stellenweise früher grosse Feuchtgebiete, die auf alten Karten noch vermerkt sind und im 20. Jahrhundert entwässert und urbarisiert wurden. Alte Flurnamen erinnern noch immer an die früheren Sümpfe: Au Grand Marais, Es Grand Marais, Grand Marais. Die ausgedehnten Wiesen im Tal heissen z. B. frz. Pré du Moulin, Grands Prés oder mundartlich (frp.) Pra Gilliez und ähnlich. Der Bachlauf ist streckenweise als Drainagekanal ausgebaut.
Nördlich von Granges durchquert der Bach den breiten Strassen- und Bahndamm der Eisenbahnstrecke Lausanne–Bern und der Bahnhofstrasse, die zum nahen Bahnhof Palézieux führt. Danach verlässt das Gewässer das Gebiet des Kantons Freiburg und erreicht die Waadtländer Gemeinde Oron. Von links mündet der Corbéron, der auf der Westseite des Mont Pèlerin entspringt, als grösster Zufluss in die Biorda. Westlich des Dorfes Palézieux erreicht der Ruisseau des Thioleyres das bewaldete Tal des Flusses, der kurz danach auf 620 m ü. M. von links in die Broye mündet. Von der Stelle der Thioleyresmündung aus ist ein schon im Jahr 1274 urkundlich erwähnter Kanal abgeleitet, der parallel zur Broye gegen Nordwesten bis zum Standort des ehemaligen Zisterzienserklosters Haut-Crêt verläuft und dort die Klostermühle antreibt und danach mit dem Ruisseau d’Haut Crêt nahe bei der Brücke von Les Tavernes in die Broye mündet. Früher führte ein Kanal bei Palézieux von der Broye in die Biorda, wohl um den Zufluss zum Haut-Crêt-Kanal zu verstärken.
Den Bachlauf überspannen 16 Brücken von Strassen, Flurwegen und einer Bahnlinie. Bei Granges lag früher eine Mühle am Bach, vor dessen Mündung in die Broye eine hydrometrische Messstation eingerichtet ist.

### Einzugsgebiet
Das 24,84 km² grosse Einzugsgebiet der Biorda liegt im  Waadtländer Mittelland und wird über die Broye, den Zihlkanal, die Aare und den Rhein zur Nordsee entwässert.
Es besteht zu 25,7 % aus bestockter Fläche, zu 64,8 % aus Landwirtschaftsfläche, zu 9,2 % aus Siedlungsfläche und zu 0,3 % aus unproduktiven Flächen.
Flächenverteilung
Die mittlere Höhe des Einzugsgebietes beträgt 744,7 m ü. M. Der höchste Punkt ist der Mont Pèlerin mit einer Höhe von 1079 m im Südwesten des Einzugsgebietes.

### Zuflüsse
- Ruisseau du Clos (rechts), 0,7 km, 1,19 km²
- Biorda (links), 2,8 km, 2,73 km²
- Ruisseau des Barussels (links), 1,8 km, 1,39 km²
- Ruisseau de la Goletta (rechts), 0,7 km[7]
- Le Corbéron (links), 6,3 km, 8,42 km², 180 l/s
- Ruisseau des Thioleyres (links), 1,3 km[7]

## Hydrologie
Bei der Mündung der Biorda in die Broye beträgt ihre modellierte mittlere Abflussmenge (MQ) 550 l/s. Ihr Abflussregimetyp ist nivo-pluvial préalpin, und ihre Abflussvariabilität beträgt 20.